# Altenfeld (Gersfeld)
Altenfeld ist ein Stadtteil der Stadt Gersfeld (Rhön) im osthessischen Landkreis Fulda.
Das Dorf liegt westlich von Gersfeld in der Rhön.

## Geschichte

### Ortsgeschichte
Die älteste bekannte schriftliche Erwähnung von Altenfeld erfolgte im Jahr 1048. Im Jahr 1854 wurde die Gemeinde Altenfeld aus Teilen von Gichenbach neu gebildet
Zum 31. Dezember 1971 wurde die bis dahin selbständige Gemeinde Altenfeld im Zuge der Gebietsreform in Hessen auf freiwilliger Basis in die Stadt Gersfeld eingemeindet.
Für den Stadtteil Altenfeld wurde, wie für die übrigen nach Gersfeld eingegliederten Gemeinden, ein Ortsbezirk eingerichtet.

### Verwaltungsgeschichte im Überblick
Die folgende Liste zeigt die Staaten und Verwaltungseinheiten, denen Altenfeld angehört(e):
- vor 1803: Heiliges Römisches Reich, Fürstabtei Fulda, Amt Weyhers
- 1803–1806: Heiliges Römisches Reich, Fürstentum Nassau-Oranien-Fulda, Fürstentum Fulda,[Anm. 2] Amt Weyhers
- 1806–1810: Kaiserreich Frankreich,[Anm. 3] Fürstentum Fulda (Militärverwaltung)
- 1810–1813: Großherzogtum Frankfurt, Departement Fulda, Distrikt Weyhers
- ab 1814: Königreich Bayern, Landgerichtsbezirk Weyhers
- ab 1816: Königreich Bayern,[Anm. 4] Untermainkreis, Landgerichtsbezirk Weyhers
- ab 1838: Königreich Bayern, Kreis Unterfranken und Aschaffenburg, Landgerichtsbezirk Weyhers
- ab 1843: Königreich Bayern, Regierungsbezirk Unterfranken und Aschaffenburg
- ab 1862: Königreich Bayern, Regierungsbezirk Unterfranken, Bezirksamt Gersfeld[Anm. 5]
- ab 1866: Norddeutscher Bund, Königreich Preußen,[Anm. 6] Provinz Hessen-Nassau, Regierungsbezirk Kassel, Kreis Gersfeld
- ab 1871: Deutsches Reich,  Königreich Preußen, Provinz Hessen-Nassau, Regierungsbezirk Kassel, Kreis Gersfeld
- ab 1918: Deutsches Reich, Freistaat Preußen, Provinz Hessen-Nassau, Regierungsbezirk Kassel, Kreis Gersfeld
- ab 1932: Deutsches Reich, Freistaat Preußen, Provinz Hessen-Nassau, Regierungsbezirk Kassel, Landkreis Fulda
- ab 1944: Deutsches Reich, Freistaat Preußen, Provinz Kurhessen, Landkreis Fulda
- ab 1945: Amerikanische Besatzungszone,[Anm. 7] Groß-Hessen, Regierungsbezirk Kassel, Landkreis Fulda
- ab 1946: Amerikanische Besatzungszone, Hessen, Regierungsbezirk Kassel, Landkreis Fulda
- ab 1949: Bundesrepublik Deutschland, Hessen, Regierungsbezirk Kassel, Landkreis Fulda
- ab 1972: Bundesrepublik Deutschland, Hessen, Regierungsbezirk Kassel, Landkreis Fulda, Stadt Gersfeld

## Bevölkerung

### Einwohnerentwicklung
- 1812: 17 Feuerstellen, 141 Seelen[1]

| Altenfeld: Einwohnerzahlen von 1858 bis 2020 | Altenfeld: Einwohnerzahlen von 1858 bis 2020 | Altenfeld: Einwohnerzahlen von 1858 bis 2020 | Altenfeld: Einwohnerzahlen von 1858 bis 2020 | Altenfeld: Einwohnerzahlen von 1858 bis 2020 |
| --- | -------------------------------------------- | -------------------------------------------- | -------------------------------------------- | -------------------------------------------- |
| Jahr |                                              |                                              |                                              | Einwohner                                    |
| 1858 | 1858                                         |                                              | 157                                          | 157                                          |
| 1864 | 1864                                         |                                              | 185                                          | 185                                          |
| 1871 | 1871                                         |                                              | 164                                          | 164                                          |
| 1875 | 1875                                         |                                              | 148                                          | 148                                          |
| 1885 | 1885                                         |                                              | 148                                          | 148                                          |
| 1895 | 1895                                         |                                              | 118                                          | 118                                          |
| 1905 | 1905                                         |                                              | 125                                          | 125                                          |
| 1910 | 1910                                         |                                              | 118                                          | 118                                          |
| 1925 | 1925                                         |                                              | 119                                          | 119                                          |
| 1939 | 1939                                         |                                              | 115                                          | 115                                          |
| 1946 | 1946                                         |                                              | 172                                          | 172                                          |
| 1950 | 1950                                         |                                              | 194                                          | 194                                          |
| 1956 | 1956                                         |                                              | 158                                          | 158                                          |
| 1961 | 1961                                         |                                              | 147                                          | 147                                          |
| 1967 | 1967                                         |                                              | 158                                          | 158                                          |
| 1970 | 1970                                         |                                              | 149                                          | 149                                          |
| 1980 | 1980                                         |                                              | ?                                            | ?                                            |
| 1990 | 1990                                         |                                              | ?                                            | ?                                            |
| 2000 | 2000                                         |                                              | 165                                          | 165                                          |
| 2005 | 2005                                         |                                              | 171                                          | 171                                          |
| 2010 | 2010                                         |                                              | 151                                          | 151                                          |
| 2011 | 2011                                         |                                              | 144                                          | 144                                          |
| 2015 | 2015                                         |                                              | 137                                          | 137                                          |
| 2020 | 2020                                         |                                              | 140                                          | 140                                          |
| Datenquelle: Historisches Gemeindeverzeichnis für Hessen: Die Bevölkerung der Gemeinden 1834 bis 1967. Wiesbaden: Hessisches Statistisches Landesamt, 1968. Weitere Quellen: LAGIS:; Nach 1970 Stadt Gersfeld:; Zensus 2011 |                                              |                                              |                                              |                                              |

### Einwohnerstruktur 2011
Nach den Erhebungen des Zensus 2011 lebten am Stichtag dem 9. Mai 2011 in Altenfeld  144 Einwohner. Darunter waren keine Ausländer. Nach dem Lebensalter waren 24 Einwohner unter 18 Jahren, 60 zwischen 18 und 49, 30 zwischen 50 und 64 und 33 Einwohner waren älter. Die Einwohner lebten in 60 Haushalten. Davon waren 15 Singlehaushalte, 21 Paare ohne Kinder und 18 Paare mit Kindern, sowie 3 Alleinerziehende und 3 Wohngemeinschaften. In 15 Haushalten lebten ausschließlich Senioren und in 36 Haushaltungen lebten keine Senioren.

### Historische Religionszugehörigkeit
| • 1885: | 113 evangelische (= 67,4 %), 35 katholische (= 23,6 %) Einwohner |
| • 1961: | 101 evangelische (= 68,7 %), 40 katholische (= 27,2 %) Einwohner |

## Politik
Für Altenfeld besteht ein Ortsbezirk (Gebiete der ehemaligen Gemeinde Altenfeld) mit Ortsbeirat und Ortsvorsteher nach der Hessischen Gemeindeordnung. Der Ortsbeirat besteht aus drei Mitgliedern. Bei den Kommunalwahlen in Hessen 2021 betrug die Wahlbeteiligung zum Ortsbeirat 61,74 %. Alle Kandidaten gehörten der „Bürgerliste Altenfeld“ an. Der Ortsbeirat wählte Harald Gutermuth zum Ortsvorsteher.

## Verkehr
Der Haltepunkt Altenfeld (Rhön) liegt an der Bahnstrecke Fulda–Gersfeld. Die Haltestelle bestand bei der Eröffnung der Rhönbahn Fulda-Gersfeld 1888 noch nicht. Erst 1899 wird die Station als Ausgangspunkt von Rhönwanderungen genannt. Es handelte sich um eine kleine auf einem Betonsockel stehende Wellblechhütte, die Innen mit Holz verkleidet und mit einer kleinen Sitzbank versehen war. Der Haltepunkt wurde scherzhaft, auch überregional, als Deutschlands kleinster Bahnhof bezeichnet.
Durch Altenfeld verlaufen die Bundesstraße 279 und der Fulda-Radweg.